# شمس أباد (بالا لاريجان)
شمس أباد (بالفارسية: شمس‌آباد) هي قرية تقع في إيران في قسم بالا لاریجان الريفي. يقدر عدد سكانها بـ 133 نسمة .